# Rascel-Fifì
Rascel-Fifi è un film del 1957 diretto da Guido Leoni.

## Trama
Renato e Gedeone si associano in affari ed aprono un Night in uno dei peggiori e malfamati quartieri di New York, provocando le ire di Gionata un gangster proprietario di un locale notturno proprio di fronte a quello di Renato, il boss aprirà una serie di azioni per far chiudere l'attività dei concorrenti, prima mandando una ballerina, Barbara, che esibendosi in uno spettacolo osé tenta di far intervenire la polizia, poi con il rapimento di Renatino figlio di Renato, per ricattare il padre.
Renatino si dimostra più scaltro di come sembra, sfida ai dadi Gionata e lo batte facendogli perdere tutto il denaro ed anche il locale.
Michaela figlia del bandito, si è nel frattempo innamorata di Renato e lo aiuta a ritrovare il figlio, tutto finirà con un matrimonio e Gionata passerà, con i complici, al servizio di Renato.

## Produzione
Prodotto dalla Vides, il film fu girato all'interno degli Stabilimenti Titanus di via della Farnesina a Roma.

## Incassi
Incasso accertato a tutto il 31 marzo 1959 Lit. 507.861.719